# Апеляційний суд Чернігівської області
Апеляційний суд Чернігівської області — колишній загальний суд апеляційної (другої) інстанції, розташований у місті Чернігові, юрисдикція якого поширювалася на Чернігівську область.
Суд здійснював правосуддя до початку роботи Чернігівського апеляційного суду, що відбулося 3 жовтня 2018 року.

## Історія створення апеляційного суду Чернігівської області
Первинно за радянської влади Чернігівський губернський суд було створено в березні 1923 року. Суд мав цивільний та карний відділи. В серпні 1925 року суд ліквідовано та створено окружний суд, який діяв до жовтня 1930 року. Ці суди були касаційною інстанцією по відношенню до народних судів, розглядали справи, які були в їх веденні, здійснювали контроль за діяльністю підпорядкованих судів.
Після утворення Чернігівської області в 1932 році створено Чернігівський обласний суд. З початком Великої Вітчизняної війни він тимчасово припиняє свою діяльність та відновлює роботу у 1943 році.
За Законом України від 21.06.2001 року № 2531-ІІІ «Про внесення змін до Закону про судоустрій України» відбулась реорганізація системи судів України, згідно якої було утворено апеляційний суд Чернігівської області.
Апеляційний суд Чернігівської області має в своєму складі дві судові палати — судова палата у цивільних справах та судова палата у кримінальних справах. Керівництво суду складає голова суду та два заступники голови.
З 2002 року при апеляційному суді діє Центр підвищення кваліфікації суддів, який займається навчанням новопризначених суддів місцевих судів, розширенням юридичного світогляду суддів, доведенням до суддів місцевих судів судової практики. «Центр» реалізовує своє завдання у двох напрямках: шляхом проведення навчальних семінарів та випуску журналу «Інформаційний бюлетень судової практики».
Навчальні семінари проводяться як безпосередньо в апеляційному суді за участю постійно визначеного складу суддів-учасників, так і зонально на базі трьох судів: Ніжинського міськрайонного суду (м. Ніжин), Менського районного суду (м. Мена) та апеляційного суду Чернігівської області. До участі у семінарах «Центром» залучалися лектори-доповідачі — судді апеляційного суду, які мають значний досвід практичної роботи.
У журналах проводиться детальний аналіз ухвал, рішень, вироків і постанов місцевих судів області, які були змінені та скасовані апеляційним судом, викладаються правові позиції апеляційного суду Чернігівської області з різних питань.
Таким чином, судді Чернігівської області постійно беруть участь у заходах з підвищення кваліфікації та забезпечуються юридичною літературою для використання в практичній роботі.
З 2011 року введений електронний документообіг. Це особливо цінне тим, що розподіл справ серед суддів, укладення складу колегій суду проводиться автоматично комп'ютерною програмою, без участі людини.
Приміщення апеляційного суду Чернігівської області є одним із найкращих приміщень судів України. Воно обладнане сучасними засобами сигналізації, відеоспостереження, системою кондиціювання. Суд має 6 просторих залів судових засідань, забезпечених технікою для фіксації судових процесів. Один із залів обладнаний системою відеоконференцзв'язку та обладнанням для таємного допиту свідків. Всі судді та працівники апарату забезпечені персональними комп'ютерами.

## Керівництво
Голова суду — Салай Геннадій Анатолійович
 Заступник голови суду —
 Керівник апарату — Кривонос Тетяна Іванівна.